# Alfombra de Bijar
La alfombra de Bijar es un tipo de alfombra persa. Su característica principal es la trama: generalmente está formada por cinco hilos, cuatro de lana bastante flojos y uno central de algodón, que está tenso. El tejedor debe usar un peine especial para apretar los nudos, lo que da un aspecto tupido y pesado a la alfombra.

## Descripción
La bijar a menudo tiene decoración de flores, de diseño muy esquemático que muestra una inspiración primitiva. La decoración consta generalmente de un medallón central sobre fondo decorado de flores o de un motivo hérati muy compacto. Otras piezas se componen de un medallón central sobre fondo liso con cuatro esquinas con decoraciones florales. El borde es clásico: una banda central rodeada de dos bandas secundarias, usándose a menudo el motivo hérati así como flores estilizadas.
La belleza de los colores es una de las características de estas alfombras; tonos oscuros para los campos (azul oscuro, rojo amaranto, verde botella) y colores vivos para los motivos (turquesa u otros). Esta alfombra es bastante poco común porque los ejemplares que datan de antes de los años 1960 son escasos.
- Datos: Q8214073
- Multimedia: Rugs and carpets of Bijar / Q8214073